# Estopa
Estopa (Эсто́па) — испанская поп-рок-группа, дуэт. Их можно отнести к жанру каталанская румба (исп. rumba catalana), являющим собой результат влияния кубинской румбы и рок-н-ролла на музыку фламенко в 50-е годы.
Группа образована двумя братьями из города Корнелья-де-Льобрегат в окрестностях Барселоны. Их родители же переехали туда из Эстремадуры, а именно из муниципалитета Сарса-Капилья.
Старшего брата зовут Дави́д, а младшего — Хосе́. Давид является вокалистом группы. Хосе играет на классической гитаре и подпевает брату.

## Состав
- Дави́д Муньо́с (исп. David Muñoz Calvo, род. 10 января 1976) — вокал
- Хосе́ Муньо́с (исп. José Manuel Muñoz Calvo, род. 13 ноября 1978) — бэк-вокал, классическая гитара

## Дискография

### Студийные альбомы
| № | Год  | Альбом                                                                                  | Позиция | Сертификаты                                  | Продажи                           |
| № | Год  | Альбом                                                                                  | ES      | Сертификаты                                  | Продажи                           |
| - | ---- | --------------------------------------------------------------------------------------- | ------- | -------------------------------------------- | --------------------------------- |
| 1 | 1999 | Estopa - Первый студийный альбом - Выпущен: Октябрь 1999 - Лейбл: Sony Music            | 1       | - IFPI Europe: Platinum - ES: 11× платиновый | - ES: 1 200 000                   |
| 2 | 2001 | Destrangis - Второй студийный альбом - Выпущен: 2001 - Лейбл: Sony Music                | 1       | - ES: 5× платиновый                          | - Весь мир: 800 000 - ES: 570 000 |
| 3 | 2004 | ¿La Calle Es Tuya? - Третий студийный альбом - Выпущен: 2004 - Лейбл: Sony Music        | 1       | - ES: 4× платиновый                          | - ES: 400 000                     |
| 4 | 2005 | Voces de Ultratumba - Четвёртый студийный альбом - Выпущен: 2005 - Лейбл: Sony Music    | 1       | - ES: 4× платиновый                          | - ES: 320 000                     |
| 5 | 2008 | Allenrok - Пятый студийный альбом - Выпущен: 26 февраля 2008 - Лейбл: Sony Music        | 1       | - ES: 2× платиновый                          | - ES: 160 000                     |
| 6 | 2009 | X Anniversarivm - Шестой студийный альбом - Выпущен: 17 ноября 2009 - Лейбл: Sony Music | 1       | - ES: 2× платиновый                          | - ES: 120 000                     |
| 7 | 2011 | Estopa 2.0 - Седьмой студийный альбом - Выпущен: 21 ноября 2011 - Лейбл: Sony Music     | 1       | - ES: 2× платиновый                          | - ES: 80 000                      |